# Парламент Республики Конго
Парламент Республики Конго (фр. Parlement de la République du Congo) является двухпалатным парламентом в Республике Конго, и состоит из двух палат:
- Сенат (верхняя палата)
- Национальное собрание (нижняя палата)